# Поле (Німеччина)
Поле (нім. Pohle) — громада в Німеччині, розташована в землі Нижня Саксонія. Входить до складу району Шаумбург. Складова частина об'єднання громад Роденберг.
Площа — 7,14 км2. Населення становить 878 ос. (станом на 31 грудня 2021).